# Standing Sex
«Standing Sex» — песня японской метал-группы X Japan (на тот момент — X), выпущенная в качестве сингла 25 октября 1991 года.
Данная композиция и «The Last Song» являются двумя единственными синглами группы, которые не появлялись в её альбомах. Сторона «Б» включает отредактированную версию песни «Joker», ранее вошедшую в альбом Jealousy.

## Коммерческий успех
Сингл достиг 4-го места в чарте Oricon и пребывал в нём 16 недель. В 1991 году его продажи составили 187 160 копий, таким образом он стал 87-м самым продаваемым синглом года и получил золотую сертификацию Японской ассоциации звукозаписывающих компаний.

## Список композиций
| №  | Название                           | Текст песни   | Музыка | Длительность |
| -- | ---------------------------------- | ------------- | ------ | ------------ |
| 1. | «Standing Sex»                     | Миюки Игараси | Ёсики  | 4:23         |
| 2. | «Joker» (отредактированная версия) | Хидэ          | Хидэ   | 4:58         |

## Участники записи
- Тоси — вокал
- Пата — гитара
- Хидэ — гитара
- Тайдзи — бас-гитара
- Ёсики — ударные, клавишные